# Poranění míchy
Poranění míchy nebo míšní poranění, lék. též míšní léze je souborný název pro devastující změny v míše, které způsobí dočasně nebo trvale změny její funkce. Změnou je například ztráta motoriky, čití nebo autonomních funkcí těla využívajících míchu pod místem míšní léze.

## Etiologie
Nejčastější příčinou míšních lézí (70 %] jsou úrazy a z nich početně nejvýznamnější jsou dopravní úrazy. K dalším příčinám patří pády (zejména u osob nad 45 let), nehody (především skoky do mělké vody), sportovní úrazy a kriminální delikty. Ostatní příčiny jsou vaskulární a vertebrogenní nemoci, tumory, záněty, roztroušená skleróza, infekční onemocnění, vývojové a degenerativní onemocnění. Statistiky poranění míchy jsou poměrně variabilní dle zemí. V USA je udáváno 39 případů poranění míchy na 1 milion obyvatel za rok, v západní Evropě je pak 16 na 1 milion. Prevalences se pohybuje od 236 na milion v Indii do 1800 na milion v USA. ČR je udáván výskyt více než 200 traumatických a kolem 100 dalších nových případů za rok. Počet nemocných v USA se odhaduje v mezích 225 000 až 296 000 obyvatel. Nejobvyklejší lokalizace poranění je na úrovni C5, C4 a C6. Nejvyšší frekvence zranění je v červenci, nejmenší v únoru. Nejobvyklejší den je sobota, častější výskyt je za denního světla. Vysoký podíl má souvislost s přítomností alkoholu (17- 49%). Průměrný věk zraněných se zvyšuje na 41 let, přičemž v roce 1979 to bylo 29 let. Traumatická poranění jsou častější do 40 let, zatímco netraumatická nad 40 let. Výskyt je asi 4krát častější u mužů.

## Prevence
Prevence poranění spočívá v důrazu na bezpečnost silničního provozu, v boji proti návykovým látkám při řízení, proti řízení vozidla při únavě nebo nízké koncentraci řidiče na řízení (děti ve vozidle, telefonování). Dalším bodem je vývoj ochranných prvků (reflexní materiály, air-bagy, bezpečnostní pásy, dětské sedačky) a stavba postupných bariér (odstranění betonových kvádrů, kovových svodidel, stromů). Prevence směřuje i do oblasti výchovné např. upozornění na nebezpečí skákání do neznámé vody a zabezpečení střelných zbraní (pojistka).

## Typy poranění
Typy poranění lze hodnotit dle stavu motorických funkcí: (paréza/plegie), senzitivních funkcí (kvantitativní – dysestezie, hypestezie, anestezie a kvalitativní – povrchové, hluboké čití, disociované poruchy). sfinkterové, poruchy (retence a inkontinence) a vegetativní poruchy (hypertenze, pulzující cefalea, bradykardie, profuzní pocení, piloerekce,flush, (kardiální arytmie, fibrilace síní, supraventrikulární extrasystoly, poruchy atrioventrikulárního převodu).
| A. Úplný neurologický výpadek            | žádné hybné a senzorické funkce pod úrovní léze |
| B. Nekompletní neurologická léze         | zachovány pouze senzorické funkce               |
| C. Nekompletní neurologická léze         | částečně zachována hybnost, svalová síla pod 3  |
| D. Nekompletní neurologická léze         | zachována hybnost, svalová síla nad 3           |
| E. Motorické a senzorické funkce v normě |                                                 |

| stupeň 5 | Pacient udrží proti maximálnímu odporu, plný rozsah pohybů            |
| stupeň 4 | Udrží proti silnému, střednímu odporu a gravitaci, plný rozsah pohybů |
| stupeň 3 | Kontrakce s pohybem proti gravitaci, plný rozsah pohybů               |
| stupeň 2 | Kontrakce, pohyb slabý, neomezený při vyloučení gravitace             |
| stupeň 1 | Slabá kontrakce, žádný pohyb (záškub, stopa)                          |
| stupeň 0 | Žádná kontraktilní aktivita                                           |

Poranění páteře po úrazech můžeme rozdělit podle lokace postižení, viz obrázek.

Částečná míšní léze: Centrální míšní syndrome (nahoře), Syndrom přední míšní arterie (uprostřed), a Brown-Séquardův syndrom (dole)

Poranění páteře můžeme rozdělit do několika skupin dle typu funkční poruchy:
- Komoce – porucha způsobená edémem nebo krátkodobou ischémií, trvá několik hodin, plegie se upravuje ad integrum do 24 hodin
- Kontuze – strukturální poškození míchy přímo traumatem nebo krvácením
- Whiplash syndrom – vzniká při nárazu do zadní části auta, poranění krční míchy z prudké flexe a následné extenze – úporné bolesti hlavy s iradiací do horních končetin, vegetativní poruchy, závratě
- Hematomyelie – krvácení do míchy, vzniká intramedulární léze
- Brown-Séquardův syndrom - hemisekce míchy vpravo nebo vlevo. Vzniká po penetrujících poraněních, při extramedulárních tumorech, RS, krvácení, ischemii, zánětu, či iatrogenně. Má relativně dobrou prognózu
- Komprese míchy zepředu - porucha motoriky, porucha čití pro bolest a teplo, zachované čití pro polohocit
- Intramedulární léze – hlavně v krční oblasti, porucha hybnosti výraznější na horních končetinách
- Transversální léze míšní - paraplegie nebo kvadruplegie, retence moče, míšní šok, pokud je léze v oblasti intumescencí, jsou navíc i periferní parézy. TLM je provázena vegetativními příznaky – pokles TK (porucha sympatiku → relativní hypovolémie, tzv. traumatická sympatektomie), bradykardie, u mužů priapismus nevede ale k šoku. Míšní šok trvá 2-3 týdny, po to dobu distálně od léze je svalová atonie, areflexie (pseudochabá plegie) a až po jejím odeznění vzniká obraz centrální parézy (spasticita a hyperreflexie). U poranění krční míchy – obrna i mm. intercostales, dýchání je abdominální, ohrožuje život respirační insuficiencí obrna nad C3 vede okamžitě k zástavě dechu (nn. phrenici), pokud je pacient resuscitován, je závislý doživotně na UPV nebo na trvalé stimulaci freniku. Po 24 hodinách trvání léze, kdy se neobjeví známky zlepšení, jde vysoce pravděpodobně o definitivní stav.

## Příznaky, vyšetření
Poranění míchy může provázet:
- extrémní bolest nebo tlak v oblasti hlavy, krku, zad a beder
- zkroucený nebo vybočený krk nebo záda
- ztráta hybnosti, postižený pociťuje mravenčení nebo dokonce ochrnutí zejména dolních končetin
- celková slabost až ztráta vědomí
- dušnost
- únik moči nebo stolice.

K vyšetření a nalezení postižené lokace se užívá nejčastěji rentgenu, pro složitější případy pak také CT a MRI.

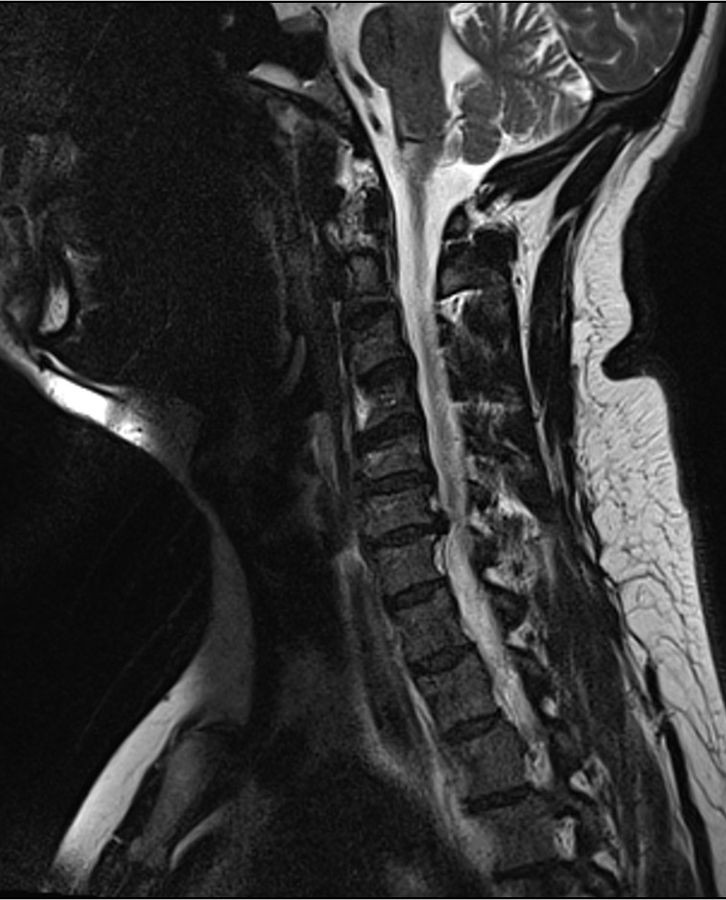
MRI

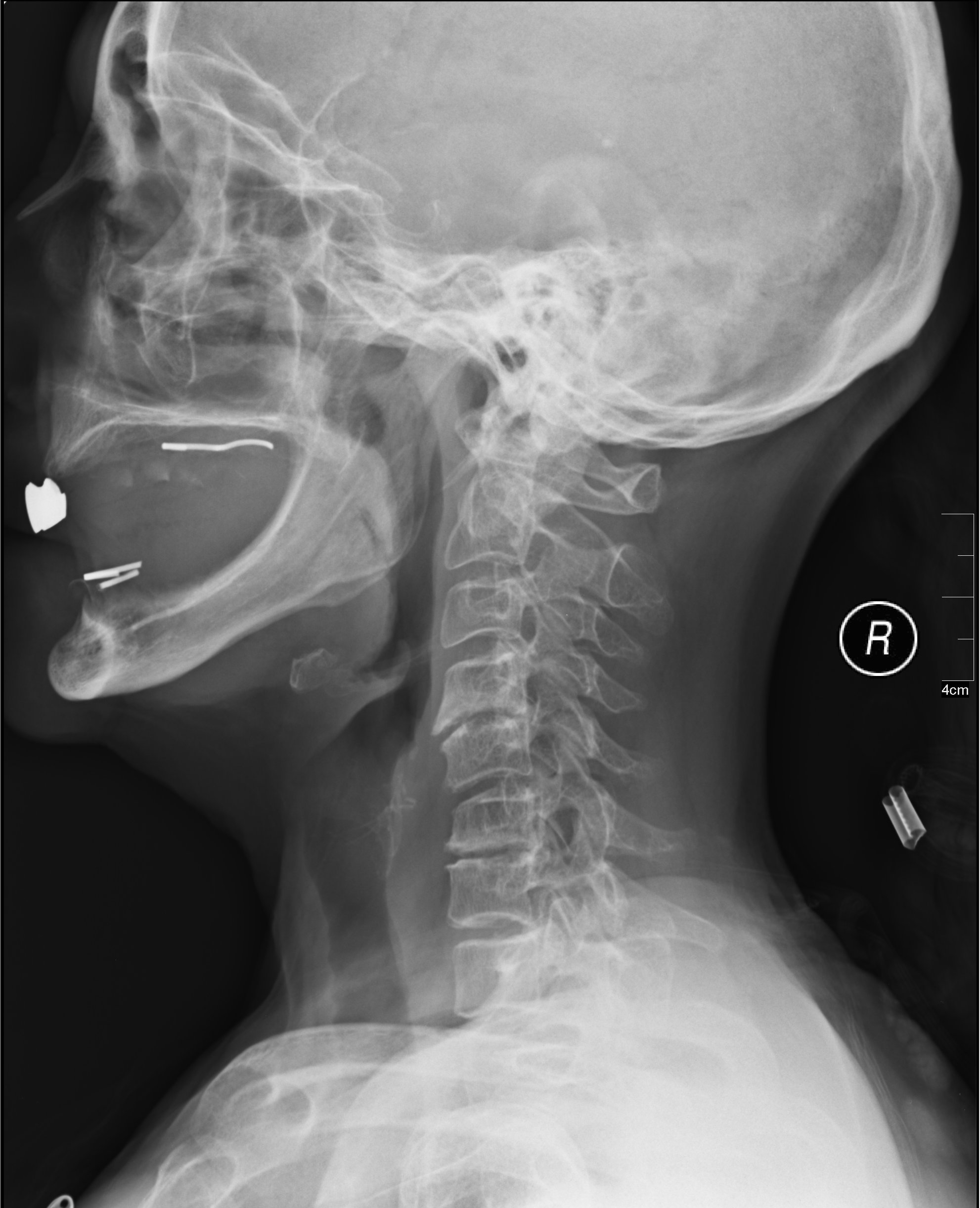
Rentgenový snímek

## Prognóza
Poranění míchy sebou obecně nese nevratné důsledky před maximální možnou léčebnou péči. Nejlepší prognózu zajistí úroveň a komplexita zranění měřená dle ASIA 3 dny po zranění. U většiny nemocných se skore A se nevrátí funkční motorické schopnosti, může dojít jen k menším zlepšením.

## Komplikace
Mišní poranění je spojena s mnoha přidruženými komplikacemi: plicní edém, selhání plic, ochrnutí, ztrátu svalové hmoty a dystrofii svalů, proleženiny a spasiticita. Nejčastější komplikací u pacientů s transverzální míšní lézí nad páteřním segmentem Th6 bývá Autonomní dysreflexie - závažná komplikace, která se projeví u více než poloviny pacientů s míšním poraněním nad šestým hrudním obratlem. Jedná se o syndrom masivní nevyvážené reflexní sympatické aktivity, projevující se paroxyzmální hypertenzí. Jedná se o prudký vzestup krevního tlaku. Hodnoty systolického krevního tlaku se mohou pohybovat až k 250–300 mmHg a hodnoty diastolického tlaku jsou uváděny i kolem 200–220 mmHg. Bazální hodnota systolického krevního tlaku u pacienta s míšní lézí nad úrovní Th6 je kvůli poruše sympatické kontroly pouze 90–110 mmHg. Hypertenze je většinou doprovázena těžkou oboustrannou pulzující bolestí hlavy. Navíc provází riziko orgánové dysfunkce, kardiovaskulárních změn a v krajním případě i riziko smrti. Příčinou tohoto stavu je především distenze močového měchýře způsobená jeho přeplněním, dále jsou to gastrointestinální potíže, převážně distenze rekta při nahromadění stolice, nebo mohou stav zapříčinit i jiné dráždivé podněty v oblasti muskuloskeletárního systému. Patří sem zlomeniny, luxace, nestability a dále heterotopické osifikace, které se mohou rozvinout po poranění míchy v oblasti velkých končetinových kloubů pod úrovní léze. Léčebný postup při epizodě autonomní dysreflexie je zahájen změnou polohy pacienta do sedu či stoje s využitím výhody ortostatického snížení krevního tlaku. Dalším krokem je uvolnění pevných částí oblečení a kompresních pomůcek. Dále je třeba odhalit a eliminovat zdroj dráždění, kterým je nejčastěji přeplněný močový měchýř nebo rektum. Použití antihypertenzní medikace je indikováno, pokud i po provedení výše uvedených kroků přetrvává systolický tlak nad 150 mmHg.
Postupně dochází vlivem absence pohybu i k demineralizování kostí a výskytu zlomenin. Naopak pod místem zranění se vyskytuje osifikace měkké tkáně. 24-45 % pacientů trpí depresemi a počet sebevražd je 6x vyšší oproti populaci. Nejvíce sebevražd je v prvních 5 letech po zranění. Mezi mladými pacienty je sebevražda nejčastější příčina smrti. 

## Směry výzkumu léčby
Vědecký výzkum míří do více oblastí. Základní částí výzkumu je ochrana a regenerace nervové soustavy. V současné době se to týká především léčení sekundárních problémů v krátké době po zranění farmaky proti volným radikálům, apoptóze, zánětu atp.. Buněčná terapie zahrnuje užití mezenchymálních, neurálních a indukovaných pluripotentních kmenových buněk s nadějnými ale nikoliv jednoznačnými výsledky s využitím rústových faktorů BDNF, NGF a NT-3.. Druhým směrem jsou biomateriály typu nanovláken a hydrogelů doposud bez signifikantních výsledků. Třetím směr jsou robotické exoskelety.